# Нове Узьке
Нове Узьке (рос. Новое Узкое) — присілок в Дубровському районі Брянської області Російської Федерації.
Населення становить 5 осіб. Входить до складу муніципального утворення Сещинське сільське поселення.

## Історія
Від 2005 року входить до складу муніципального утворення Сещинське сільське поселення.

## Населення
| 2010 | 2013 |
| ---- | ---- |
| 6    | ↘5   |